# Morata de Tajuña
Morata de Tajuña är en kommun i Spanien. Den ligger i den autonoma regionen Madrid, i den centrala delen av landet, 29 km sydost om huvudstaden Madrid. Antalet invånare är 8 319 (2024).